# Cijuela
Cijuela település Spanyolországban, Granada tartományban. Cijuela Chauchina, Chimeneas, Pinos Puente, Láchar és Fuente Vaqueros községekkel határos. Lakosainak száma 3714 fő (2024).

## Népesség
A település népessége az elmúlt években az alábbi módon változott:
| Lakosok száma | 1573 | 1855 | 2307 | 2857 | 3086 | 3209 | 3201 | 3322 | 3472 | 3714 |
|               | 2001 | 2004 | 2006 | 2009 | 2011 | 2014 | 2016 | 2019 | 2021 | 2024 |